# Jirawat Sornwichian
Jirawat Sornwichian (in thailandese จิรวัฒน์ สอนวิเชียร; Ranong, 25 ottobre 1988) è un giocatore di calcio a 5 thailandese.

## Carriera
Difensore carismatico, Sornwichian ha preso parte a quattro edizioni della Coppa del Mondo con la Nazionale di calcio a 5 della Thailandia, della quale è stato inoltre capitano. A livello di club ha legato buona parte della sua carriera al Chonburi con cui ha vinto 7 campionati thailandesi e due AFC Futsal Club Championship. Della competizione continentale Sornwichian è stato inoltre capocannoniere per due edizioni.

## Palmarès

### Competizioni nazionali
- Campionato thailandese: 7
Chonburi: 2009, 2012-13, 2014, 2015, 2016, 2017, 2020

### Competizioni internazionali
- AFC Futsal Club Championship: 2
Chonburi: 2013, 2017